# Chase H.Q.
Chase H.Q. (o bé en japonès チェイスH.Q.) és un videojoc recreatiu de curses, llançat el 1988 per Taito. En el joc el jugador assumeix el rol d'un inspector de policia (potser inspirat per Don Johnson de Miami Vice) anomenat Tony Gibson amb un Porsche 928 negre resolent assumptes criminals. Amb el seu soci, en Raymond Broady (potser inspirat per Philip Michael Thomas de Miami Vice), són membres del Departament Especial d'Investigació de Casos, que han d'aturar a criminals en curses a alta velocitat.

## Contrincants (per la versió recreativa)
- 1. Ralph, l'Idaho Slasher (Lotus Esprit blanc)
- 2. Carlos, el lladre armat de Nova York (Lamborghini Countach groc)
- 3. Camells de Xicago (Porsche 911 blanc)
- 4. Segrestador L.A (Ferrari 288 GTO blau)
- 5. Eastern Bloc Spy (Mazda RX-7 FC vermell)

## Crèdits
Quan s'ha acabat el videojoc Chase H.Q., al jugador se li presenta una llista dels col·laboradors en el desenvolupament del joc:

### Disseny del videojoc
- Hiroyuki Sakou

### Programació
- Takeshi Ishizashi
- Takeshi Murata
- Kyousi Shimamoto

### Disseny PCB
- Masahiro Yamaguchi

### Disseny dels personatges
- Yoshihiko Wakita
- Sachiko Yamana
- Izumi Ishikawa
- Takeshi Ishizashi

### Disseny del so
- Yoshio Imamura
- Naoto Yagishita
- Eikichi Takahashi
- Fumiaki Imaoko

### Compositor de la música
- Takami Asano

### Disseny del gabinet
- Nobuyuki Iwasaki

### Proposador
- Yoshiharu Suzuki

### Agraïments especials
- Junji Yarita
- Kazuya Mikata
- A. Iwata